# Фрактальное искусство

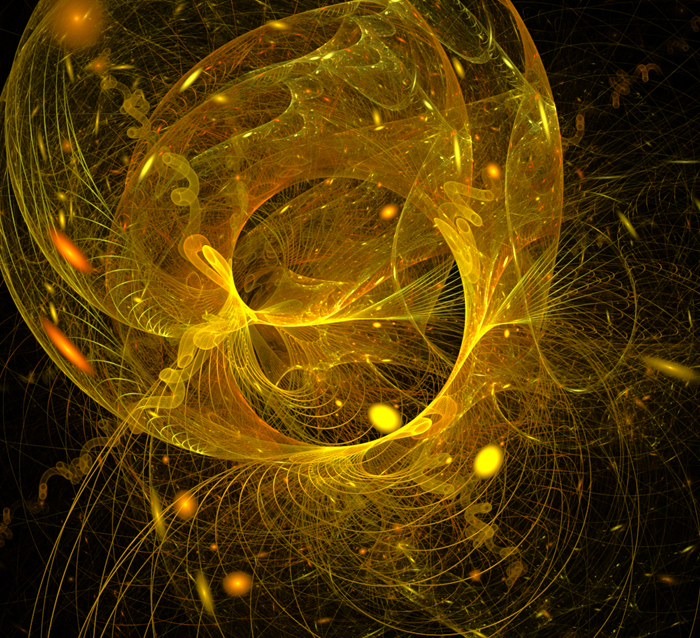
Фрактальное искусство

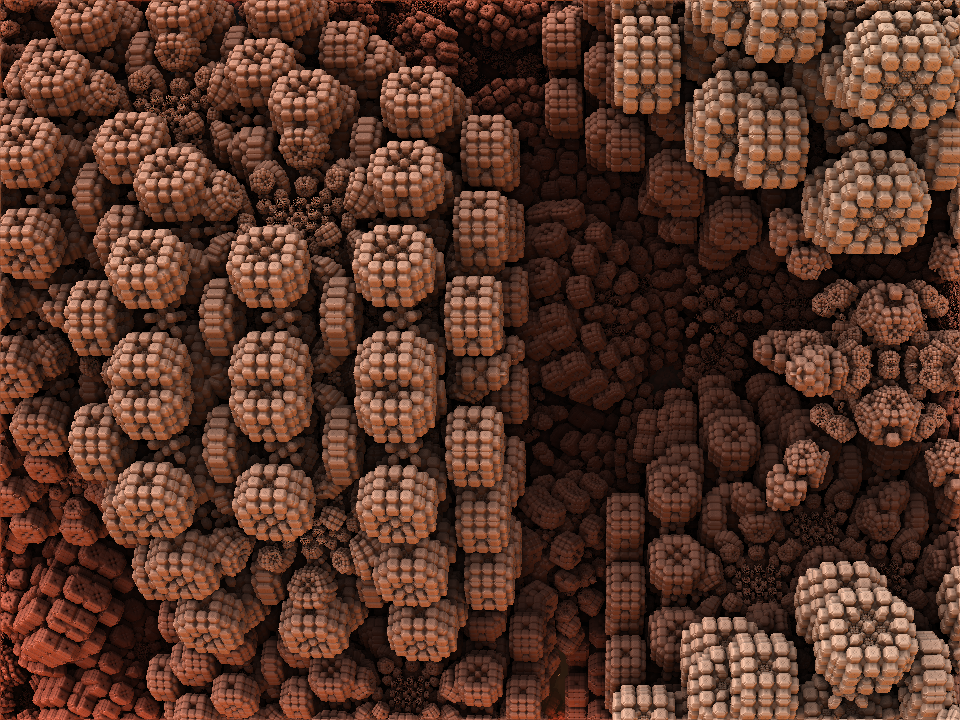
Фрактальное искусство

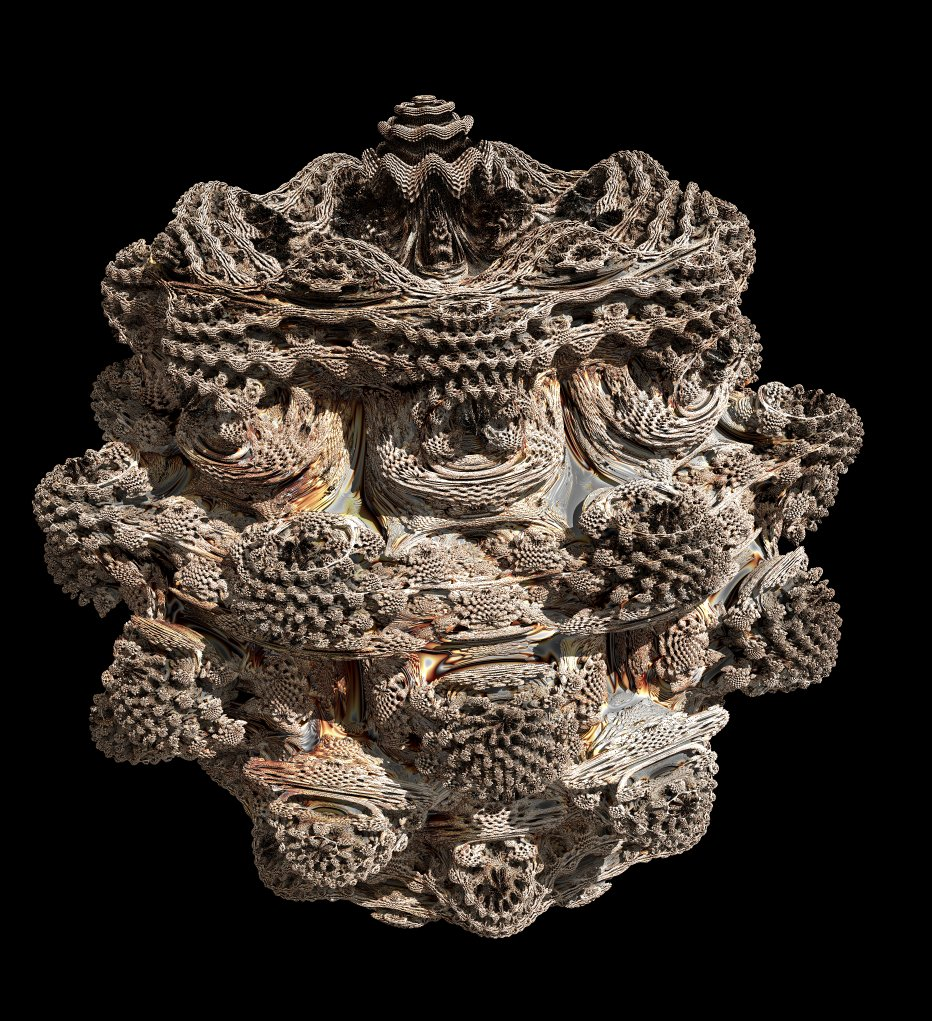
Фрактальное искусство

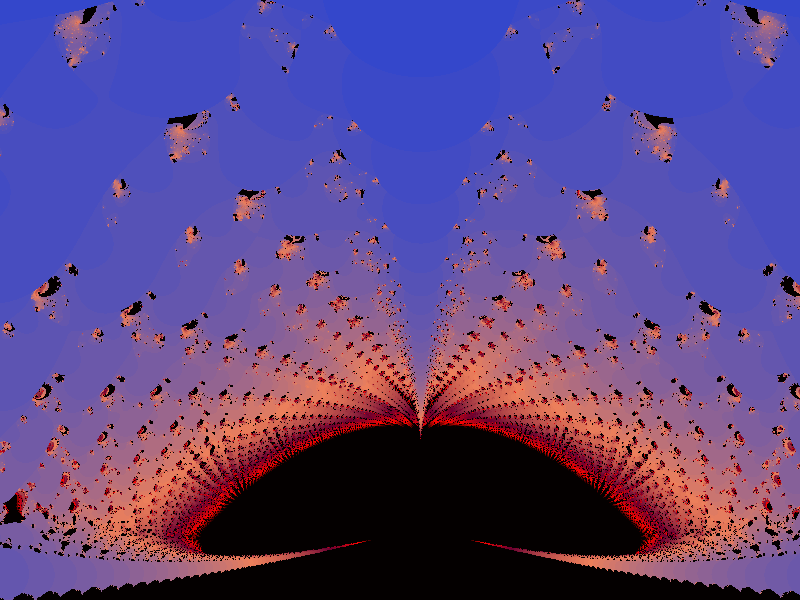
Фрактальное искусство

Фрактальное искусство — форма алгоритмического искусства, созданная путём вычисления фрактальных объектов и представляющая результаты вычислений как неподвижные изображения, анимацию и автоматически создаваемые медиафайлы. Фрактальное искусство зародилось в середине 1980-х годов. Это жанр компьютерного искусства и цифрового искусства, которые являются частью нового медиа-искусства. Вместе с тем фрактальное искусство является одним из направлений так называемого «научного искусства».
Фрактальное искусство редко создаётся вручную. Обычно оно создаётся косвенно при помощи программного обеспечения, генерирующего фракталы через три этапа: установка параметров соответствующего программного обеспечения фрактала; выполнение возможно длительных вычислений; и оценки продукта. В некоторых случаях для последующей обработки созданных изображений используются другие графические программы. Также в произведение искусства могут быть включены нефрактальные изображения. Множество Жюлиа и Множество Мандельброта рассматриваются как иконы фрактального искусства.

## История
Первое фрактальное изображение, которое стало произведением искусства, было, вероятно, изображено на обложке журнала Scientific American, за август 1985 года. На этом изображении был создан ландшафт, образованный из потенциальной функции на участке вне (обычного) Множества Мандельброта. Однако по мере того, как потенциальная функция быстро растёт вблизи границы Множества, художник должен был позволить пейзажу расти вниз, так что казалось, что Множество Мандельброта являло собой плато на вершине горы с крутыми сторонами.
В 1984 году Институт Гёте включил в свою культурную программу выставку «Границы хаоса», экспонатами которой выступили математические графики, иллюстрирующие различные алгебраические функции фракталов. Данное событие стало отправной точкой в процессе формирования фрактального искусства. В 1986 году немецкий исследователи Майкл Рихтер и Хайнц-Отто Пейтген и обобщили материалы выставки «Границы хаоса» в книге «Красота фракталов».
Постепенно стало формироваться новое направление современного искусства названное фрактальным. В 1994 году французские и американские художники-фракталисты организовались в группу «Искусство и сложность» (Art and Complexity), они занимались написанием манифестов и организацией картинных аукционов. Вскоре были организованы выставки, в которых выставлялись работы Карлоса Гинзбурга, Н. Наха, П. Домби, М. Шевалье, Д. Нехватала, Ж.-П. Агости, Джими Лонга и других художников-фракталистов.
Позже фракталы в качестве арт-объектов стали предметом целого ряда художественных акций. Среди участников интернационального объединения «Искусство и сложность» были художники Эдвард Берко, Джим Лонг, Карлос Гинзбург, Мигель Шевалье, Жан-Клод Мейнард.
В 1996 году художники-фракталисты США, Великобритании и Австралии организовали художественно-коммуникативную площадку на сайте Fractalus.com. Там были размещены виртуальные галереи их работ и разделы о программных ресурсах, конкурсах цифрового фрактального искусства, коллективных артпроектах. А с 1997 года это интернет-сообщество начало проводить международные конкурсы по цифровой фрактальной живописи.
К началу 2000-х годов программисты создали большое количество компьютерных программ с помощью которых алгоритмическое конструирование фракталов стало упрощаться. Таким образом фрактальное изобразительное искусство оформилось в самостоятельное направление, пик популярности которого пришёлся на конец ХХ — начало XXI века.
В связи с тем, что фрактальное искусство зарождалось как изобразительное направление, в искусствоведческих исследованиях оно часто сводится к визуальному. Однако в начале 2000-х годов фрактальные способы композиции проникли и в архитектурное проектирование, и в музыкальную композицию, а позже и в видео-арт.

## Общие принципы работ
Все фрактальные изображения объединены следующими ключевыми качествами. Самоподобие — фракталы обладают точным, примерным или статистическим самоподобием. Алгоритмичность — фракталы строятся с помощью простого рекурсивного алгоритма. Многомерность — детали фракталов заметны при любом масштабе наблюдений. Неравномерность — фрактальная структура слишком неравномерна, поэтому её нельзя описать в терминах классической геометрии. Повторение — в фракталах «…одни и те же шаблоны повторяются повсюду, но всякий раз несколько по-разному… мы постоянно будем видеть что-то новое, но при этом снова и снова будут появляться знакомые очертания». Незавершённость — фрактал «никогда не дан в ясной завершённости… визуальные образы фрактала всегда суть незавершённости». Бесконечность — в 1984 году Бенуа Мандельброт, рассуждая о фрактальном устройстве природы, отметил: «Природа демонстрирует нам не просто более высокую степень, а совсем другой уровень сложности. Число различных масштабов длин в структурах всегда бесконечно».

## Направления работ
Существует множество различных фрактальных изображений, и их можно разделить на несколько групп:
- Фракталы, полученные из стандартной геометрии, с использованием итеративных преобразований на исходной общей фигуре, такой как прямая линия (Кривая Коха), треугольник (Треугольник Серпинского) или куб (Губка Менгера). К этой группе относятся первые фрактальные фигуры, изобретённые в конце XIX и начале XX веков.
- IFS (итерированные функциональные системы)
- Странные аттракторы
- Фрактальное пламя
- Фракталы L-системы
- Фракталы, созданные итерацией сложных многочленов: возможно, самые известные фракталы.
- Бассейны Ньютона
- Кватернионные и гипернионные фракталы
- Фрактальные ландшафты, генерируемые случайными фрактальными процессами
- Оболочка Мандельброта — своего рода трёхмерный фрактал